# Черемно-Підгорне
Чере́мно-Підго́рне (рос. Черёмно-Подгорное) — село у складі Павловського району Алтайського краю, Росія. Входить до складу Єлунінської сільської ради.

## Населення
Населення — 16 осіб (2010; 13 у 2002).
Національний склад (станом на 2002 рік):
- росіяни — 84 %